# Franco Ferrara
Franco Ferrara (ur. 4 lipca 1911 w Palermo, zm. 6 października 1985 we Florencji) – włoski dyrygent.
W latach 1944–1945 dyrygent orkiestry Accademia Nazionale di Santa Cecilia w Rzymie. W latach późniejszych ze względu na słaby stan zdrowia skupił się na pracy nauczyciela.